# کاششانا ترمه
کاششانا ترمه (به ایتالیایی: Casciana Terme) یک منطقهٔ مسکونی در ایتالیا است که در Casciana Terme Lari واقع شده‌است. کاششانا ترمه ۳۶٫۴۲ کیلومتر مربع مساحت و ۲٬۴۹۹ نفر جمعیت دارد و ۱۲۵ متر بالاتر از سطح دریا واقع شده‌است.